# Talud (ingeniería)

Muro de contención: apeo con talud

Se llama talud a la inclinación que se da a las tierras para que se sostengan las unas a las otras. 
El perfil de cualquier talud se forma por un triángulo rectángulo, en el cual el lado mayor, opuesto al ángulo recto, representa el talud o declivio y uno de los lados representa la base del talud con los nombres de escarpa explanada o glacis. Cuando la altura es igual o mayor que la base se llama escarpa, lo que también conviene al revestimiento de una muralla; y cuando la altura es menor que la base, se llama propiamente explanada o glacis, lo que es propio a la superficie superior de los parapetos militares y a la pendiente que forma hacia la campaña el parapeto del camino cubierto. 
Si las tierras son gredosas y se ligan bien, el talud es menor que la perpendicular; pero si el terreno es arenoso o de poca consistencia la perpendicular o altura será menor que la base. 